# Titularbistum Horreomargum
Horreomargum (ital.: Orreomargo) ist ein Titularbistum der römisch-katholischen Kirche.
Es geht zurück auf einen untergegangenen Bischofssitz in der gleichnamigen antiken Stadt, die sich in der römischen Provinz Moesia superior im heutigen südlichen Serbien bei der Stadt Jagodina befand. Das Bistum gehörte der Kirchenprovinz Viminacium an.
| Titularbischöfe von Horreomargum |                           |                                   |                   |               |
| Nr.                              | Name                      | Amt                               | von               | bis           |
| 1                                | Zbigniew Józef Kraszewski | Weihbischof in Warschau (Polen)   | 17. November 1970 | 4. April 2004 |
| 2                                | Joseph Patrick McFadden   | Weihbischof in Philadelphia (USA) | 8. Juni 2004      | 22. Juni 2010 |
| 3                                | Donald Francis Hanchon    | Weihbischof in Detroit (USA)      | 22. März 2011     |               |